# Abos
 Abos  (en occitano Abòs) es una población y comuna francesa, en la Región de Nueva Aquitania, departamento de Pirineos Atlánticos, en el distrito de Pau y cantón de Corazón de Bearne.

## Historia
de 1793 a 2015 formó parte del cantón de Monein

## Demografía
| Gráfica de evolución demográfica de Abos entre 2006 y 2018 |
|                                                            |

Fuentes: INSEE.